# 何频
何频（1965年8月10日—）为定居美国的中华人民共和国媒体人，多维新闻和明镜新闻出版集团创始人，以对中国共产党高层人事变动的预测闻名。

## 生平
何频生于湖南省一个工人家庭。1980年代初，何频成为了湖南人民广播电台的一名编辑。21岁时，他在深圳担任一家报纸的新闻总监。之后他担任香港《明报》特约记者，前往北京报道天安门广场抗议活动。1989年6月4日后被通缉。他穿越边境取道葡属澳门流亡到加拿大，之后在美国长岛定居。不过仍然保留中国国籍。
何頻專長於中國政治趨勢研究，其言論常出現在國際各大媒體上，包括美國之音、《紐約時報》、《華爾街日報》、法廣、《世界日報》、CNN、BBC等。

## 言论观点
何频认为，媒体应该收费，因为充斥于互联网上各式各样的免费资讯对于新闻专业与媒体行业的发展是一大打击，甚至威胁到新闻媒体的生存。

## 外界评价
裴敏欣认为，鉴于何频在预测领导人继任情况、报道重大新闻事件方面的准确性，担心他是否在被来自中国政府内部的消息源利用。如果的确如此，那他人身安全可能有问题。香港新世纪出版社发行人鲍朴则表示，何频的出版记录良莠不齐。